# Tarka ásósáska
A tarka ásósáska (Xya variegata) az ásósáskafélék családjába tartozó, Eurázsiában honos rovarfaj.

## Megjelenése
A tarka ásósáska testhossza a hím esetében 4-5,5 mm, a nőstény 5-6,5 mm. Alapszíne fekete, a potrohon és a lábakon kiterjedt világos (fehéres vagy halványsárgás) mintázat látható. A fekete és világos minták közötti átmeneti zóna barnás lehet, főleg a frissen vedlett példányok esetében. Feje felülről kissé lapított, szemei viszonylag nagyok. Torpajzsa domború, nincsenek rajta élek, az oldallebeny alsó szélén jól kifejezett világos csík húzódik. Csápjai fonalszerűek, 10-12 szelvényből állnak. A hátsó lábak erős ugrólábak, a mellsők kis ásólábbá módosultak. Az elülső szárny rövid (rövidebb a hátsónál), kemény és fekete színű, néha hosszanti erezet nyomai láthatók rajta. Ritkán hosszúszárnyú példányokkal is találkozhatunk. A hímek és nőstények nagyon hasonlóak (a tojócső redukált és csak kis domborulatként figyelhető meg a 9. potrohszelvény és a szubgenitális lemez között) a terepen elsősorban méretük alapján különböztethetők meg (a nőstény nagyobb és némileg erőteljesebb felépítésű). 
Nem ciripel. Találkozáskor csápjaikkal tapogatják végig egymást. A hím esetében udvarló viselkedés is megfigyelhető.  

### Hasonló fajok
A Pfändler-ásósáskával lehet összetéveszteni.

## Elterjedése
Eurázsiában honos, Észak-Spanyolországtól Dél-Franciaországon, Olaszországon és a Balkánon keresztül egészen Közép-Ázsiáig. Magyarországon rejtett életmódja miatt csak néhány állománya ismert. 

## Életmódja
Folyók, tavak ritkás növényzetű vagy vegetációmentes, homokos-üledékes partjain él, gyakran a Pfändler-ásósáskával együtt. Éjjel aktív. Algákkal és apróbb növényi részecskékkel táplálkozik. Nagyon jól tud ugrani (akár fél métert is) és úszni. Lábai felépítésének köszönhetően a vízből egyenesen ki tud ugrani. A nedves, homokos talajban járatokat ás vagy az üledékből és homokszemekből - miután utóbbiakról lerágta az algaréteget - rövid életű alagutakat épít, napközben vagy veszély esetén itt keres menedéket.   
Kifejlett példányai tavasztól őszig előfordulnak. A lárvák és a felnőttek is áttelelnek. A nőstény a talajba rakja petéit, amelyekből kb. 15 nappal később kelnek ki a lárvák. 

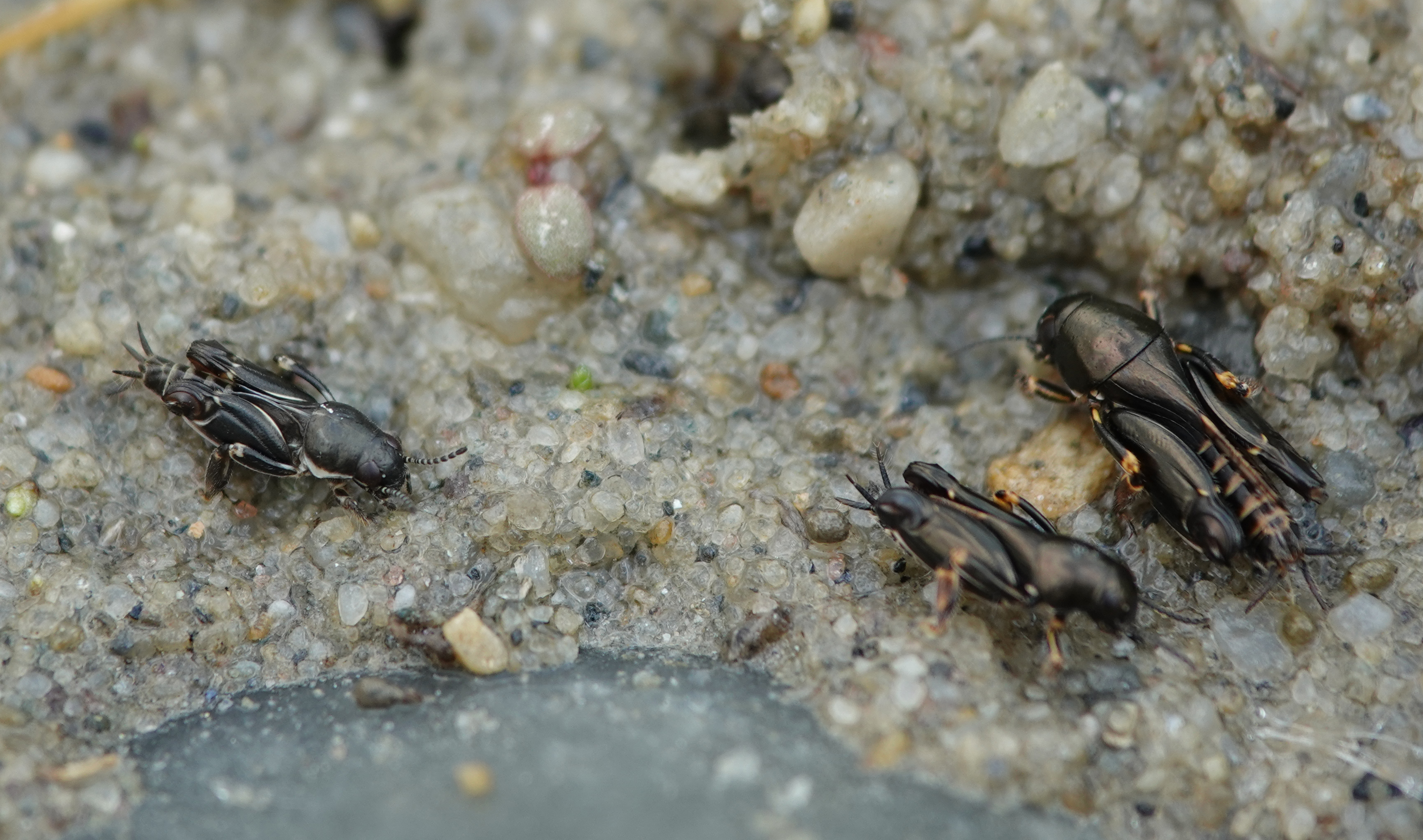
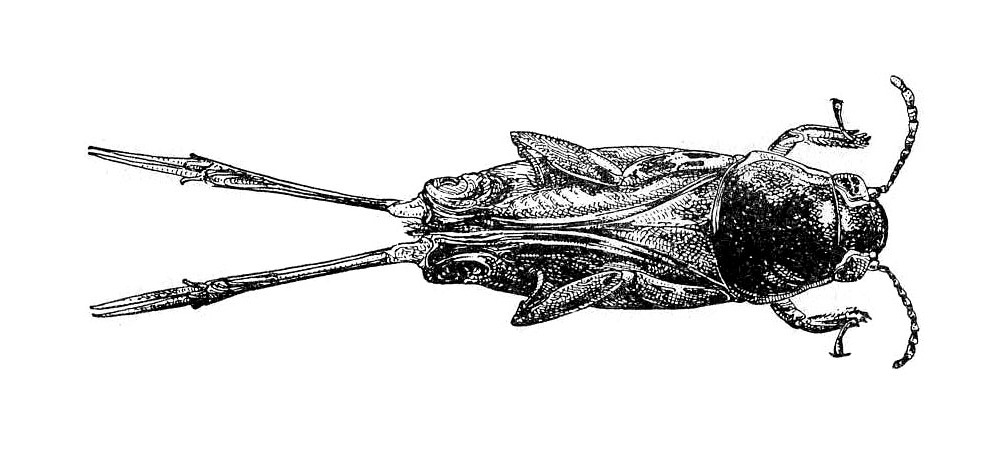
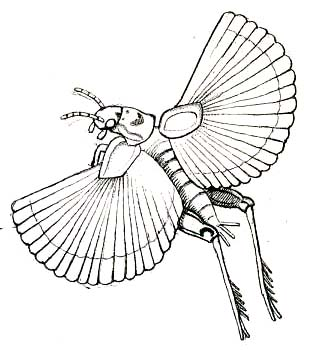

Magyarországon nem védett.